# Tari Eason
Tari Jordan Eason (ur. 10 maja 2001 w Portsmouth) – amerykański koszykarz, występujący na pozycji silnego skrzydłowego, obecnie zawodnik Houston Rockets.

## Osiągnięcia
Stan na 21 września 2023, na podstawie, o ile nie zaznaczono inaczej.

### NCAA
- Uczestnik rozgrywek turnieju NCAA (2022)
- Najlepszy rezerwowy konferencji Southeastern (SEC – 2022)
- MVP turnieju Emerald Coast Classic (2022)
- Zaliczony do:
  - I składu:
    - SEC (2022)
    - najlepszych pierwszorocznych zawodników AAC (2021)
    - turnieju Emerald Coast Classic (2022)

  - III składu All-America (2022 przez Sports Illustrated)
  - honorable mention All-America (2022 przez Associated Press)
- Zawodnik tygodnia konferencji SEC (13.12.2021)

### NBA
- Zaliczony do:
  - I składu letniej ligi NBA (2022 – NBA 2k23 Summer League)
  - II składu debiutantów NBA (2022)[4]
- Uczestnik turnieju drużynowego Jordan Rising Stars (2023)[5]